# Paalijärvi
Paalijärvi eller Paaatijärvi är en sjö i Finland. Den ligger i kommunen Alajärvi i landskapet Södra Österbotten, i den centrala delen av landet, 300 km norr om huvudstaden Helsingfors. Paalijärvi ligger 144 meter över havet. I omgivningarna runt Paalijärvi växer i huvudsak blandskog. Arean är 46,8 hektar och strandlinjen är 4,07 kilometer lång. Sjön  ingår i Esse å huvudavrinningsområde. 